# Val-de-Charmey
Val-de-Charmey (toponimo francese) è un comune svizzero di 2 477 abitanti del Canton Friburgo, nel distretto della Gruyère.

## Geografia fisica
Val-de-Charmey comprende una parte del Lago di Montsalvens formato dalla diga di Montsalvens.

## Storia
Il comune di Val-de-Charmey è stato istituito il 1° gennaio  2014 con la fusione dei comuni soppressi di Cerniat e Charmey; capoluogo comunale è Charmey.

## Monumenti e luoghi d'interesse

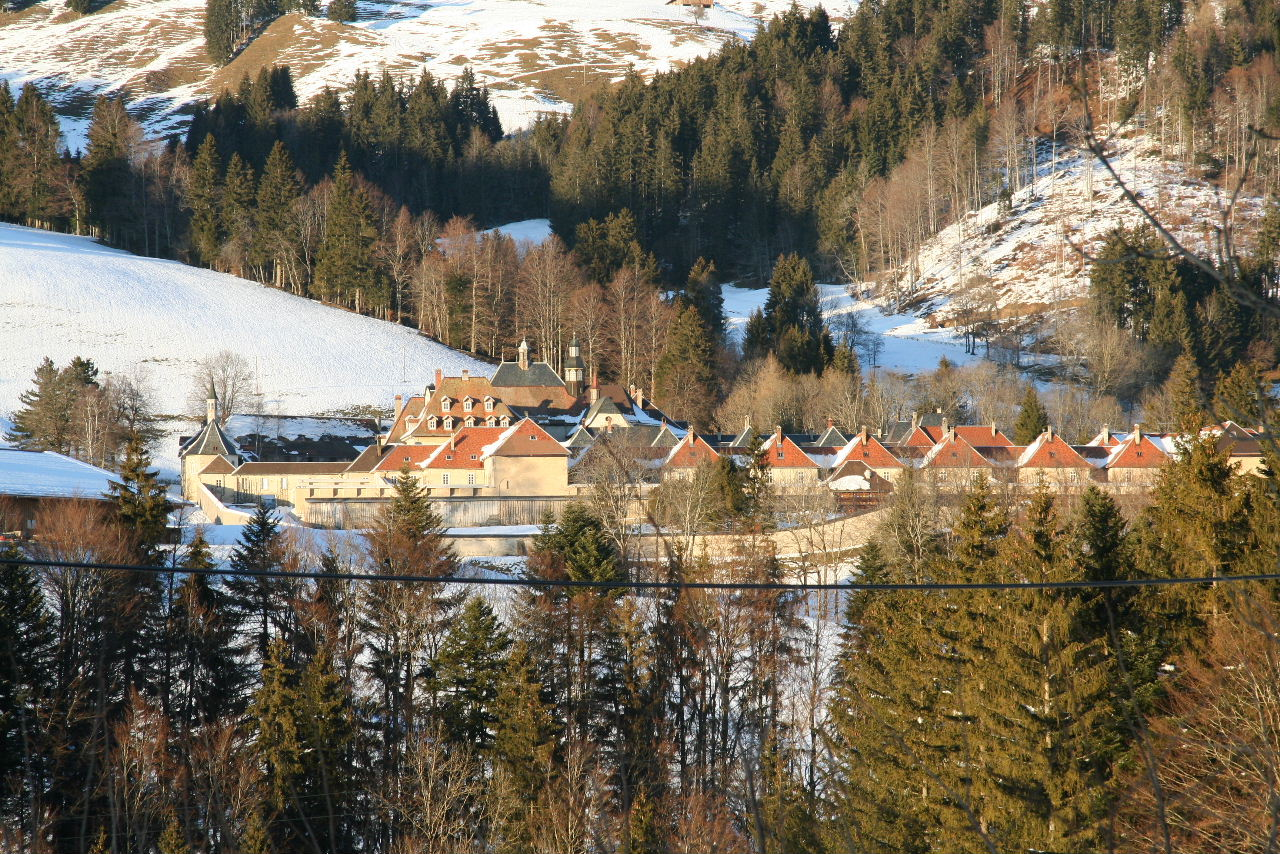
La certosa di La Valsainte

- Certosa di La Valsainte dedicata a Santa Maria Assunta, unica certosa esistente in territorio svizzero, fondata nel 1295 e ricostruita nel 1863-1868[2].

## Geografia antropica
Le frazioni di Val-de-Charmey sono:
- Cerniat[4]
- Charmey[5]
- La Valsainte[senza fonte]
- Les Arses[senza fonte]
- Liderrey[senza fonte]